# Andrij Jermak
Andrij Borysovych Jermak of Andriy Yermak (Oekraïens: Андрій Борисович Єрмак) is een Oekraïense filmproducent, en advocaat.
De Oekraïense president Volodymyr Zelensky benoemde hem op 11 februari 2020 tot hoofd van het Bureau van de president van Oekraïne. Hij is ook lid van de Nationale Veiligheids- en Defensieraad van Oekraïne en voorzitter van het Coördinatiehoofdkwartier voor Humanitaire en Sociale Zaken. Waarnemers beschouwden vanaf 2020 Jermak als een van de meest invloedrijke personen in de politiek van zijn land.

## Biografie
Andrij Jermak werd geboren op 21 november 1971 in Kiev, Oekraïne (toen deel van de Sovjet-Unie). Jermaks in Rusland geboren moeder Maria ontmoette zijn in Kiev geboren vader Borys tijdens een schoolreisje van een school in Leningrad (het huidige Sint-Petersburg) naar Kiev. Jermaks vader is Joods. Ze ontmoetten elkaar via wederzijdse kennissen. Het paar trouwde in 1971 en ze verhuisde naar Kiev. Jermak heeft een 8 jaar jongere broer Denys.